# Galaxie naine du Grand Chien
La galaxie naine du Grand Chien est une galaxie située dans la constellation du Grand Chien. À l’heure actuelle, il s’agit de la galaxie connue la plus proche de la Voie lactée.
La galaxie naine du Grand Chien est située à seulement 42 000 années-lumière du centre galactique et à environ 25 000 années-lumière du système solaire, plus proche donc que la galaxie naine elliptique du Sagittaire qui détenait auparavant le record. Elle contient environ un milliard d’étoiles, soit l’équivalent de 1 % de la Voie lactée, sur une forme plutôt elliptique, mais irrégulière.
Elle est découverte en novembre 2003 par une équipe conjointe d’astronomes anglais, français, italiens et néo-zélandais analysant les données du Two Micron All-Sky Survey, un grand relevé de tout le ciel dans l’infrarouge. Ils constatent une densité plus forte d’étoiles géantes de classe spectrale M dans cette partie du ciel. La galaxie est située derrière le plan de la Voie lactée, là où les étoiles et les nuages de gaz et de poussières sont les plus denses, ce qui explique qu’elle n'ait pas été découverte avant.
Il semble que la galaxie naine du Grand Chien soit en train d’être mise en pièces par les forces de marée de la Voie lactée. Le centre de la galaxie est extrêmement dégradé et un long filament d’étoiles traine derrière lui en formant une structure en anneau (parfois appelée Anneau de la Licorne) qui fait trois fois le tour de notre galaxie. Connue dès 2002, cette structure a été d’ailleurs à l’origine de la découverte de la Galaxie naine du Grand Chien.
Plusieurs amas globulaires semblent être associés à la galaxie naine du Grand Chien, comme NGC 1851, NGC 1904, NGC 2298 et NGC 2808, dont on pense qu’ils sont des restes de la galaxie avant son accrétion à la Voie lactée.